# Willy Taveras
Willy Taveras (né le 25 décembre 1981 à Tenares, République dominicaine) est un ancien voltigeur de centre de la Ligue majeure de baseball.

## Carrière

### Astros de Houston
Willy Taveras obtient son premier contrat des Indians de Cleveland en 1999. Recruté par les Astros de Houston en 2003, c'est avec cette dernière équipe qu'il fait ses débuts dans les majeures le 6 septembre 2004.
À sa saison recrue en 2005, il maintient une moyenne au bâton de ,291 avec 172 coups sûrs pour Houston, et n'est devancé que par Ryan Howard de Philadelphie pour le titre de recrue de l'année de la Ligue nationale.
Taveras se distingue par sa rapidité autour des buts. Il totalise 34 et 33 vols de buts en 2005 et 2006 pour Houston. En 2005, il participe à ses premières séries éliminatoires. Après avoir maintenu des moyennes au bâton de ,357 en Série de division contre Atlanta et en Série de championnat face à Saint-Louis, il frappe pour ,333 en Série mondiale contre les White Sox de Chicago, mais Houston perd la finale.
Du 27 juillet au 27 août 2006, Taveras frappe au moins un coup sûr dans 30 parties consécutives, dépassant l'ancienne marque de franchise alors détenue par Jeff Kent. Taveras frappe 45 coups sûrs au cours de cette séquence.

### Rockies du Colorado
Le 12 décembre 2006, les Astros échangent Taveras, Jason Hirsh et Taylor Buchholz aux Rockies du Colorado en retour de Miguel Asencio et Jason Jennings.
À sa première saison au Colorado, Taveras frappe pour ,320 en 97 parties et réussit 33 vols de buts. Il participe à la Série mondiale 2007, où les Rockies s'inclinent devant les Red Sox de Boston. Il connaît de mauvaises séries éliminatoires, avec à peine 3 coups sûrs en 26 présences au bâton. Il est blanchi en 8 présences à la plaque en série finale.
En 2008, Taveras est le champion voleur de buts de la Ligue nationale avec 68 larçins, un sommet dans les majeures.

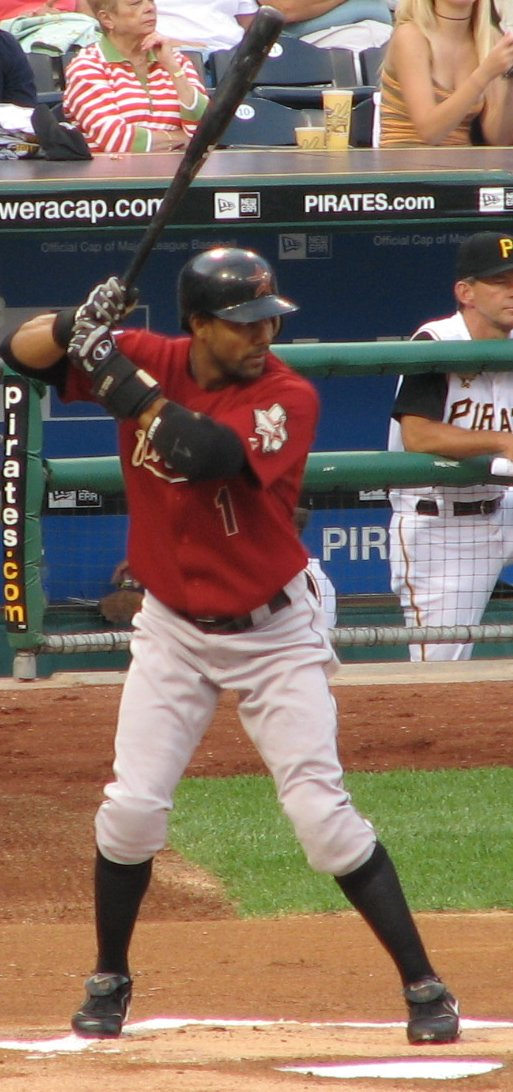
Willy Taveras avec les Astros de Houston en 2006.

### Reds de Cincinnati
Il signe comme agent libre avec les Reds de Cincinnati, pour qui il s'aligne en 2009. Il déçoit cependant avec une moyenne offensive de ,240 et 25 vols de buts, loin de son sommet de l'année précédente.

### Nationals de Washington
Le 1er février 2010, Taveras est échangé des Reds aux Athletics d'Oakland. Taveras ne figure pas dans les plans des Athletics, qui le libèrent le 9 février. À la mi-février, Willy Taveras accepte un contrat des ligues mineures avec les Nationals de Washington.
Taveras ne frappe que pour ,200 en 27 parties pour Washington, avec quatre points produits. Il est libéré de son contrat le 21 mai.

### Ligues mineures
Le 3 juin 2010, Taveras, devenu agent libre à nouveau, signe avec les Phillies de Philadelphie. Il s'aligne brièvement avec les IronPigs de Lehing Valley, club-école AAA de l'équipe, sans jouer à Philadelphie. Puis il est libéré le 29 juin.
Le 3 juillet, il accepte un contrat des Braves d'Atlanta, qui le cèdent immédiatement aux mineures. Après quelques parties au niveau AAA avec les Braves de Gwinnett, les Braves le libèrent à leur tour de son contrat le 2 août.
Le 15 août, Taveras signe comme agent libre avec les Rangers du Texas et est assigné à leur club-école Triple-A, les RedHawks d'Oklahoma City. Devenu agent libre en novembre, sans avoir joué pour les Rangers, il est invité à l'entraînement de printemps des Rockies du Colorado en 2011.